# 小町算
小町算（こまちざん）は、数の遊びである数学パズルの一種。1□2□3□4□5□6□7□8□9 = 100 という数式の□の中に、＋,－,×,÷,空白 のいずれかを一つずつ入れて正しい数式を完成させるというものである。方程式などは解法が研究されており、虫食い算、覆面算も繰り上がりなどを手がかりに答えを絞り込んでいけるが、小町算はそのような解法はなく、ひたすらトライ＆エラーで答えを探すしかない。
なお、以下のように規則を変えて出題されることもある。
- ×,÷ の使用を禁止する。
- 括弧、冪乗、平方根の使用を許可する。
- 右辺を 100 だけでなくいろいろな値に変える。
- 左辺を逆順にする[1]。（9□8□7□6□5□4□3□2□1 = 100）

## 名称の由来
小町の名称は小野小町に由来するが、その由来としては
- 小野小町のように美しい数式という意味
- 小野小町の下に九十九夜通いつづけた深草少将を偲んで
- はまってしまうと結構おもしろくて時間のたつのも忘れてしまうので、こんなものに没頭すると知らないうちにおばあさん（おじいさん）になってしまうぞという意味。小野小町の歌「花の色はうつりにけりないたづらに、我が身世にふるながめせしまに」から。

などの説がある。江戸時代の寛保年間（1743年頃）には既に知られていた。

## 解答例
- 正順
  - 1+2+3-4+5+6+78+9=100
  - 123-45-67+89=100
  - 1×2×3×4+5+6+7×8+9=100
  - 1+2+3+4+5+6+7+8×9=100
  - 1×2×3-4×5+6×7+8×9=100
  - 123+45-67+8-9＝100
  - 123-4-5-6-7+8-9=100
  - 1+2+34-5+67-8+9=100
  - 1+23-4+5+6+78-9=100
  - 12+3+4+5-6-7+89=100
  - 123+4-5+67-89=100
  - 12+3-4+5+67+8+9=100
  - 12-3-4+5-6+7+89=100
  - -1+2-3+4+5+6+78+9=100
  - 1+23-4+56+7+8+9=100
- 逆順
  - 9-8+7+65-4+32+1=100
  - 98-76+54+3+21=100
  - 98-7-6-5-4-3-21=100
  - 98+7-6+5-4+3-2-1=100
  - 98+7-6×5+4×3×2+1=100
  - 98÷7×6+5×4-3-2+1=100

## その他
欧米ではセンチュリーパズルと呼ばれる問題がある。1～9の数を1つずつ使用し、帯分数の形で100を表すものである。
{\displaystyle 96+{1428 \over 357}=100}
{\displaystyle 3+{69258 \over 714}=100}
などがある
イギリスのヘンリー・E・デュードニーによって、11解が発表されている。